# Sheridan (Illinois)
Sheridan és una població dels Estats Units a l'estat d'Illinois. Segons el cens del 2000 tenia 2.411 habitants.

## Demografia
Segons el cens del 2000, Sheridan tenia 2.411 habitants, 285 habitatges, i 214 famílies. La densitat de població era de 660,2 habitants/km².
Dels 285 habitatges en un 43,2% hi vivien nens de menys de 18 anys, en un 59,3% hi vivien parelles casades, en un 10,5% dones solteres, i en un 24,9% no eren unitats familiars. En el 20,4% dels habitatges hi vivien persones soles el 8,1% de les quals corresponia a persones de 65 anys o més que vivien soles. El nombre mitjà de persones vivint en cada habitatge era de 2,86 i el nombre mitjà de persones que vivien en cada família era de 3,32.
Per edats la població es repartia de la següent manera: un 10,7% tenia menys de 18 anys, un 21,4% entre 18 i 24, un 52,4% entre 25 i 44, un 11,8% de 45 a 60 i un 3,7% 65 anys o més.
L'edat mediana era de 31 anys. Per cada 100 dones de 18 o més anys hi havia 660,8 homes.
La renda mediana per habitatge era de 45.000 $ i la renda mediana per família de 49.615 $. Els homes tenien una renda mediana de 24.270 $ mentre que les dones 21.406 $. La renda per capita de la població era d'11.352 $. Aproximadament el 2,3% de les famílies i el 3,3% de la població estaven per davall del llindar de pobresa.

## Poblacions més properes
El següent diagrama mostra les poblacions més properes.